# Municipio de Ellsborough
El municipio de Ellsborough (en inglés: Ellsborough Township) es un municipio ubicado en el condado de Murray en el estado estadounidense de Minnesota. En el año 2010 tenía una población de 145 habitantes y una densidad poblacional de 1,56 personas por km².

## Geografía
El municipio de Ellsborough se encuentra ubicado en las coordenadas 44°8′47″N 96°0′9″O / 44.14639, -96.00250. Según la Oficina del Censo de los Estados Unidos, el municipio tiene una superficie total de 93 km², de la cual 91,4 km² corresponden a tierra firme y (1,73 %) 1,61 km² es agua.

## Demografía
Según el censo de 2010, había 145 personas residiendo en el municipio de Ellsborough. La densidad de población era de 1,56 hab./km². De los 145 habitantes, el municipio de Ellsborough estaba compuesto por el 97,93 % blancos, el 1,38 % eran de otras razas y el 0,69 % eran de una mezcla de razas. Del total de la población el 2,76 % eran hispanos o latinos de cualquier raza.